# Julus foetidissimus
Julus foetidissimus är en mångfotingart som beskrevs av Savi 1819. Julus foetidissimus ingår i släktet Julus och familjen kejsardubbelfotingar. Inga underarter finns listade i Catalogue of Life.